# Wola Krzysztoporska (Piotrków)
Pour les articles homonymes, voir Wola Krzysztoporska.
Wola Krzysztoporska (prononciation [ˈvɔla kʂɨʂtɔˈpɔrska]) est un village de la gmina de Wola Krzysztoporska, du powiat de Piotrków, dans la voïvodie de Łódź, situé dans le centre de la Pologne.
Le village est le siège administratif (chef-lieu) de la gmina appelée gmina de Wola Krzysztoporska.
Il se situe à environ 10 kilomètres au sud-ouest de Piotrków Trybunalski (siège du powiat) et 50 kilomètres au sud de Łódź (capitale de la voïvodie).
Sa population s'élevait à 2 270 habitants en 2015.

## Administration
De 1975 à 1998, le village était attaché administrativement à l'ancienne voïvodie de Piotrków.

Depuis 1999, il fait partie de la nouvelle voïvodie de Łódź.